# Air Force Plant 42
L'Air Force Plant 42 (AFP42) est un site militaire aérospatial américain appartenant à l'United States Air Force et situé à Palmdale en Californie. Ce site composé d'un complexe de pistes et de bâtiments est partagé entre les différents fournisseurs aérospatiaux de la Défense. Le complexe est découpé en huit sites de production spécialement destinés aux programmes de techniques avancées et aux « black projects ». Les utilisateurs les plus connus de l'Air Force Plant 42 sont : Boeing, Lockheed Martin et Northrop Grumman.
Situé au sud de la vallée d'Antelope, le Plant 42 est stratégiquement placé près de la zone de défense de Los Angeles, des sociétés aérospatiales fournisseurs de l'armée et aussi du couloir de test à haute vitesse de la base aérienne d'Edwards.

## Vue générale

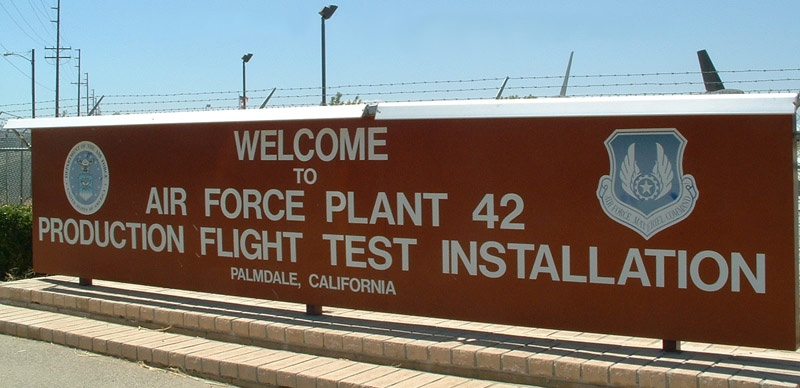
Inscriptions à l'une des portes d'entrée de l'Air Force Plant 42.

L'AFP 42 possède une superficie de 23 km2 dans le désert de Mojave au nord de l'avenue P et au sud de la Columbia Way (Avenue M). La frontière Ouest est constituée par la Sierra Highway et à l'Est par au nord la 40e rue Est de l'avenue N à P et au sud par la 50e rue Est de l'avenue N à M.
Il possède deux pistes : 4/22 et 7/25. La piste 7/25 fut construite pour résister à un séisme de 8,3 sur l'échelle de Richter, et, étant ainsi reconnue comme l'une des plus résistantes du monde, elle constitue un énorme avantage pour la vallée d'Antelope et l'infrastructure et l'économie de la Californie. Actuellement l'AFP 42 emploie près de 6 400 personnes et a une masse salariale annuelle combinée de 320 millions de dollars. Il est généralement considéré comme le troisième employeur de la vallée d'Antelope après la base d'Edwards et le comté de Los Angeles

## Historique

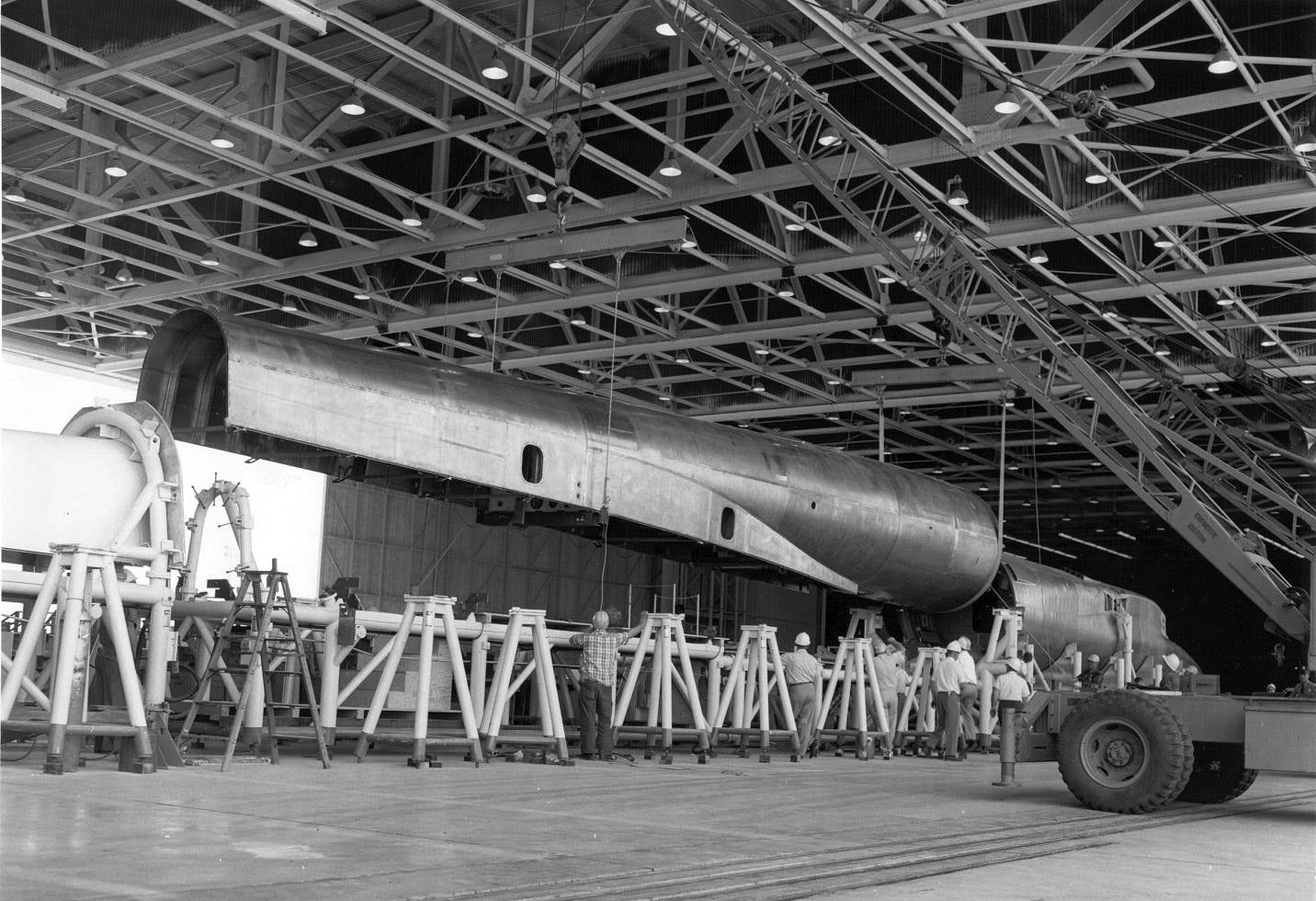
Assemblage d'un North American XB-70 Valkyrie à la Air Force Plant 42 de Palmdale.

Le site maintenant appelé Plant 42 fut créé la première fois en 1940, avant l'entrée en guerre des États-Unis, comme une piste d'atterrissage d'urgence. Pendant la guerre, il servit de terrain d'entraînement pour les équipages de B-25 Mitchell. Déclaré en surplus par le gouvernement fédéral en 1946, il devint un aéroport commercial pour le comté de Los Angeles. Le début de la Guerre de Corée en 1950 obligea l'US Air Force à réactiver le site pour l'assemblage final et les essais en vol des jets militaires.
L'US Air Force et ses fournisseurs d'avions avaient besoin d'un site loin des grands centres de population, à cause des « boom » supersoniques et autres bruits et des problèmes de sécurité, mais proche des sites de conception et de fabrication des avions, tout en ayant de bonnes conditions météorologiques toute l'année. Le Plant 42 remplissait à la perfection toutes ces exigences. Ainsi l'US Air Force approuva l'achat du terrain au comté de Los Angeles en 1951. Lockheed mit en place un plan directeur pour le site par contrat avec l'Air Force, et après l'approbation du plan directeur en 1953, le comté de Los Angeles transféra la responsabilité du site au gouvernement fédéral. Depuis lors Lockheed s'établit de façon permanente sur le Plant 42, la première étape consistant à signer en 1956 un bail concernant 1 km2 de terrain pour son utilisation dans le cadre du support à ses programmes de fabrication d'avion pour l'US Air Force et ses essais en vol.

## Skunk Works

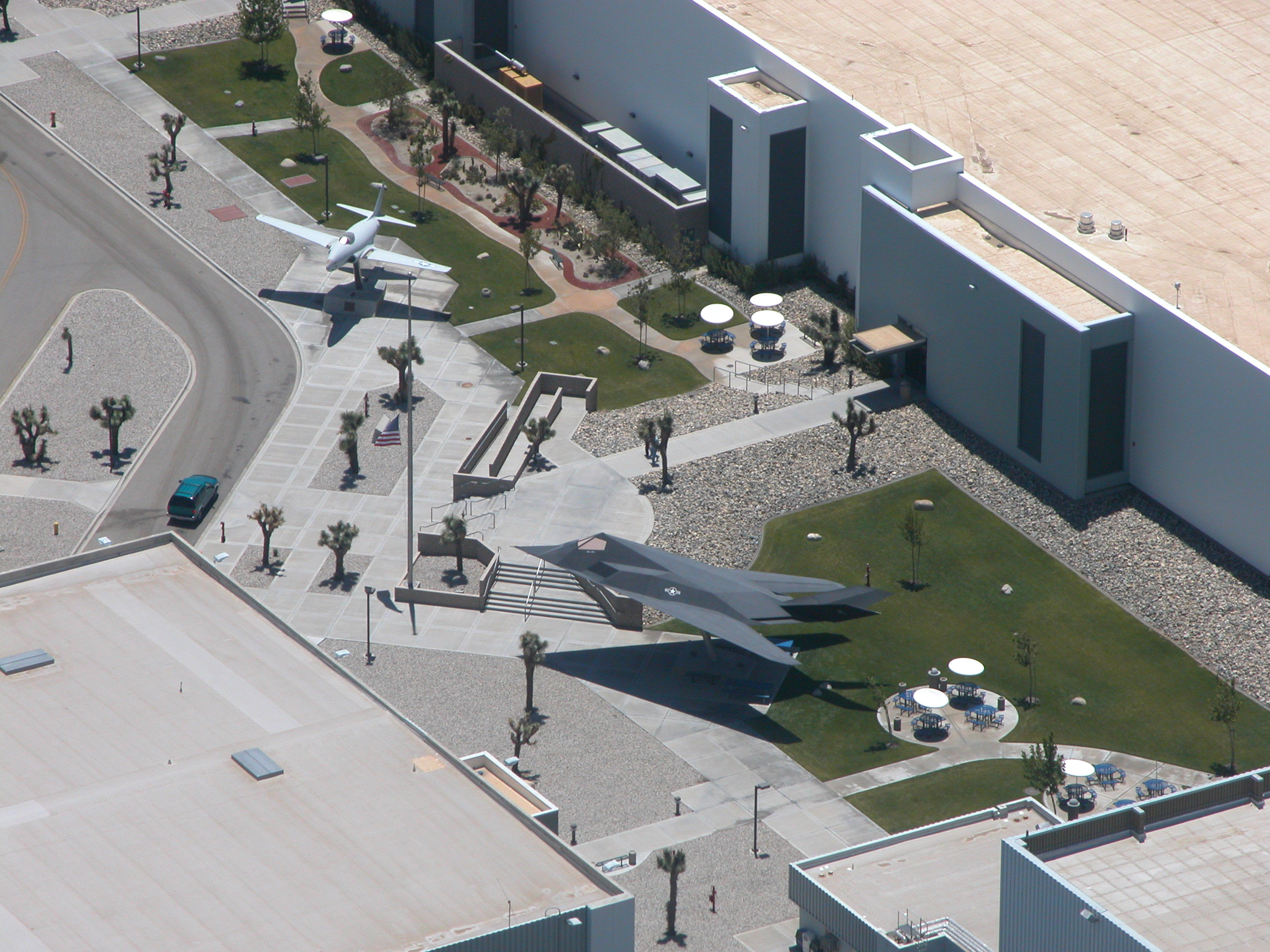
L'entrée des Skunk Works.

Les célèbres Skunk Works de Lockheed (les travaux secrets) sont situés sur le site 10 du complexe (en fait une propriété privée à accès sécurisé) près de la Sierra Highway, ils ont été relocalisés sur le Plant 42 depuis leur site d'origine situé sur l'aéroport Burbank-Glendale-Pasadena (actuellement aéroport Bob-Hope) après la fin de la Guerre froide. Leur hangar actuel fut construit en 1968 à l'origine pour le projet d'avion de ligne Lockheed L-1011 TriStar.

## Utilisation par le transport civil
En 1989, le Los Angeles World Airports (LAWA), un département de la ville de Los Angeles, et l'US Air Force parviennent à un accord concernant l'utilisation commerciale des infrastructures et du terrain du Plant 42. L'accord permet un maximum de 400 vols par jour. Le LAWA a utilisé à plusieurs reprises les infrastructures du Plant 42 ces dernières années, notamment au début des années 1990, où plusieurs compagnies aériennes utilisèrent le terminal de l'aéroport régional de Palmdale situé sur le complexe. Puis le terminal civil fut inutilisé de 1998 à 2004 ; le 29 décembre 2004, les vols reprirent avec l'ouverture de la ligne régulière vers North Las Vegas (Nevada) qui prit fin en janvier 2006. En juin 2007, United Airlines débuta une desserte deux fois par jour de l'aéroport international de San Francisco

## Programmes actuels
Les projets actuels comprennent la conception, l'ingénierie, la pré-production, la production, les modifications, les essais en vol, la maintenance  et la réparation des appareils suivants :
- Northrop Grumman B-21 Raider
- Northrop B-2 Spirit
- Lockheed Martin F-22 Raptor
- Lockheed Martin F-35 Lightning II (JSF)
- Lockheed Martin F-117 Nighthawk (retiré du service actif et stocké, sert en 2021 pour l'entraînement)
- Lockheed U-2
- Boeing B-52 Stratofortress
- Northrop Grumman RQ-4 Global Hawk

La base aérienne assure la connexion des vols Janet vers les zones secrètes 51 et 52.
En août 2024, le site est touché par des intrusions répétées de drones non-identifiés.

## Anciens programmes
Les anciens projets concernent les appareils suivants :
- les navettes spatiales américaines
- la modernisation du cockpit de la navette spatiale Columbia
- l'avion civil Lockheed L-1011 TriStar
- le bombardier Rockwell B-1 Lancer
- le North American XB-70 Valkyrie
- le North American X-15
- l'avion espion Lockheed SR-71 Blackbird
- et beaucoup d'autres.

## Le parc aérien public

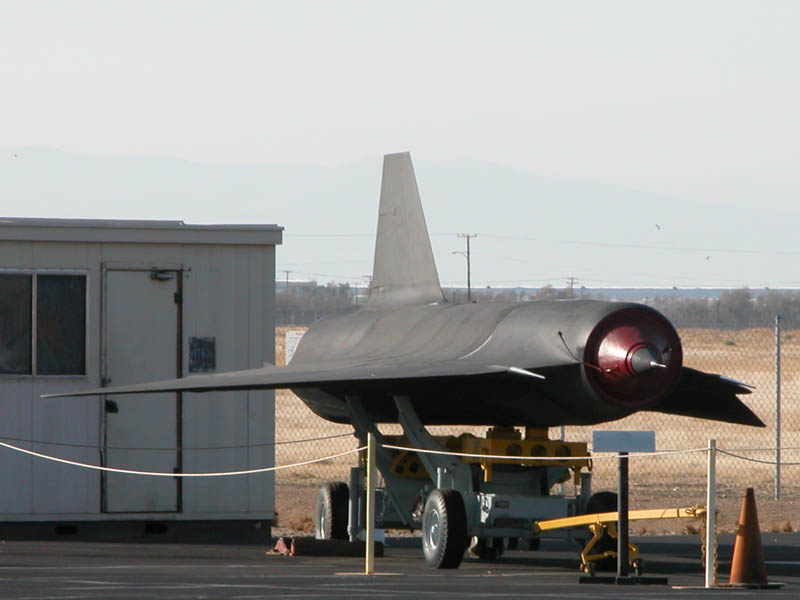
Drone de reconnaissance Lockheed D-21 exposé au Blackbird Airpark.

Le Blackbird Airpark en 1991 et le Palmdale Plant 42 Heritage Airpark adjacent en 2002 ont été ouverts  sur le site du Plant 42, le long de l'avenue P (les deux sont ouverts gratuitement au public), ils présentent différents appareils, conçus, produits ou testés sur le site dont le SR-71, le U-2 et des chasseurs de la série 100. Le Blackbird Airpark est une extension du musée de la base d'Edwards alors que l'Heritage Park est géré par la ville de Palmdale. Les deux sites sont tenus par des retraités de l'industrie aéronautique dont certains ayant travaillé sur certains des appareils présentés. Tous les appareils ont été soigneusement restaurés pour l'exposition au public. Les heures d'ouverture sont les mêmes pour les deux sites : du vendredi au dimanche (sauf conditions météorologiques défavorables) de 11 h à 16 h. Les sites sont fermés durant les vacances du gouvernement fédéral. Les deux sites sont situés au croisement de l'avenue P et de la 25e rue Est près du site 9.

## Utilisation par laFAA
La Federal Aviation Administration exploite son centre de contrôle du trafic aérien de Los Angeles sur le Plant 42. Ce centre contrôle et suit les appareils survolant l'Ouest des États-Unis et couvre les communications non locales des appareils survolant la Californie, l'Arizona, le Nevada et l'Utah. Le personnel du centre, composé également de personnel issu d'autres sites en dehors de la vallée d'Antelope, a été honoré en 2004, pour ses services exceptionnels au sein de la FAA et de l'industrie aéronautique.

## Sources
1. 1 2  (en-US) George Knapp, « Drone incursions target ‘Plant 42,’ said to be the birthplace to top secret tech », 8 News Now,‎ 26 février 2025 (lire en ligne)

- Edwards Air Force Base
- GlobalSecurity.org/John Pike

- (en) Cet article est partiellement ou en totalité issu de l’article de Wikipédia en anglais intitulé « Plant 42 » (voir la liste des auteurs).